# Thomaz Soares da Silva
Thomaz Soares da Silva (São Gonçalo, 14 september 1922 – Niterói, 8 februari 2002), bekend onder zijn voetbalnaam Zizinho, was een Braziliaans voetballer. Hij maakte furore in de jaren 40 van de twintigste eeuw en bereikte in 1950 met Brazilië de finale van het WK voetbal. In de finale bleek Uruguay echter met 2-1 te sterk. De prestaties die Zizinho op het toernooi neerzette zorgden er wel voor dat hij na afloop werd verkozen tot beste speler van het WK. Toch ontving hij nooit de erkenning die bijvoorbeeld Pelé of Zico wel kregen.
Pelé noemde hem de beste speler die hij ooit had gezien: "Zizinho was een complete speler. Hij was sterk in de opbouw en, ook heel belangrijk, hij had geen angst voor de brutale verdedigers". In 1999 eindigde Zizinho op de vierde plaats van de door de IFFHS georganiseerde verkiezing van de Braziliaanse voetballer van de twintigste eeuw.

## Clubcarrière
Al van jongs af aan was het Zizinho's droom om voetballer te worden bij America FC. Deze droom viel echter in duigen toen Zizinho na afloop van een proeftraining te horen kreeg dat hij niet was aangenomen bij zijn jeugdliefde. De trainersstaf was niet overtuigd omdat hij een tenger postuur had. Daarop waagde Zizinho zijn kansen bij Flamengo, waar hij een proefwedstrijd mocht spelen tegen de hoofdmacht. Tien minuten voor tijd verving hij de geblesseerde Leônidas da Silva en scoorde vervolgens twee doelpunten. Trainer Flavio Costa zou nadien hebben gezegd: "Laat je haar knippen en kom morgen terug". Bij Flamengo groeide Zizinho vervolgens uit tot een van de beste spelers uit de geschiedenis van het Braziliaanse voetbal. Onder leiding van de sterspeler legde Flamengo in 1942, 1943 en 1944 beslag op het Campeonato Carioca.
Na tien seizoenen, waarin Zizinho was uitgegroeid tot de beste speler van Brazilië, verliet hij Flamengo, nadat hij zonder zijn medeweten was verkocht aan Bangu. Bangu had een klein fortuin voor Zizinho over gehad. Het verhaal gaat dat de kersverse aankoop zijn nieuwe contract ondertekende zonder het te hebben gelezen. Hij zou tegen clubvoorzitter hebben gezegd: als jullie zoveel geld voor mij overhebben dan moeten jullie mijn spel wel waarderen". In de eerste wedstrijd tegen zijn voormalige werkgever haalde Zizinho zijn sportieve revanche door twee doelpunten te scoren in de 6-0-overwinning op Flamengo. Ook bij Bangu drukte Zizinho in de zeven jaar dat hij onder contract stond zijn stempel op het spel.
Op 37-jarige leeftijd verkaste Zizinho naar São Paulo, waar hij gedurende zijn laatste seizoen de club op weg hielp naar het Campeonato Paulista. Hiermee maakte hij zich geliefd bij voetbalfans uit de twee grootste steden van Brazilië. In 1962 beëindigde Zizinho op 40-jarige leeftijd zijn carrière bij het Chileense Audax Italiano.

## Interlandloopbaan
Nadat Zizinho in 1949 met het Braziliaanse elftal de eerste internationale prijs pakte in de vorm van de Copa America, maakte het in 1950 zijn opwachting op het WK voetbal. Brazilië organiseerde het toernooi in eigen land en bouwde speciaal daarvoor het Maracanã, toentertijd het grootste stadion ter wereld. Het gastland speelde een goed toernooi met Zizinho als uitblinker. De Italiaanse sportkrant La Gazzetta dello Sport omschreef Zizinho als de voetballende Leonardo da Vinci: "hij creëerde kunstwerken met zijn voeten op het immense veld van het Maracanã". Sportjournalist Hugo Meisl schreef na de wedstrijd tussen Brazilië en Spanje: "we hebben het hier niet over simpelweg een goede voetballer die je in diverse werelddelen tegenkomt. Dit is een genie. Een man die over alle kwaliteiten beschikt die een voetballer zich wenst om perfectie te benaderen."
De goddelijke Kanaries bereikten de finale, maar daarin zagen de bijna 175.000 aanwezigen in het Maracanã het vooraf als favoriet bestempelde Brazilië verliezen van Uruguay met 2-1. Hoewel Zizinho na afloop werd uitgeroepen tot beste speler van het WK, betekende het toernooi de grootste teleurstelling uit zijn carrière. Jaren later gaf Zizinho aan dat hij de teleurstelling over de verloren finale nooit had kunnen verwerken.
Na het WK speelde Zizinho met de gedachte om helemaal te stoppen met voetballen. Hier kwam hij echter op terug. Na drie jaar afwezigheid keerde hij in 1953 tevens terug bij de Braziliaanse selectie. In die periode raakte hij echter in conflict met columnist Jose Lins do Rego, die kritiek uitte op de Braziliaanse spelers nadat zij de finale van het Campeonato Sul-Americano hadden verloren. Zizinho pareerde de kritieken, maar er wordt gezegd dat zijn openhartigheid hem de deelname aan het WK 1954 kostte, aangezien hij niet werd uitgenodigd door bondscoach Zezé Moreira. Dit leidde tot een nationale discussie in Brazilië, maar de exacte redenen waarom Zizinho niet werd opgeroepen zijn nooit aan het licht gekomen.
In 1958, toen Zizinho 37 jaar oud was, werd hij vier dagen voordat Brazilië zou afreizen naar Zweden voor het WK 1958 alsnog geselecteerd voor deelname. Hij weigerde echter en zei hierover nadien: "ik kon het niet accepteren. Ik was niet meer de jongste. Het zou niet juist zijn geweest omdat er al spelers in training waren. Ik vind het alleen jammer dat ik nooit mijn wens heb kunnen realiseren om samen met Pelé te spelen".

## Overlijden
Zizinho overleed op 80-jarige leeftijd in het huis van zijn dochter in Niterói. Hij leed al jaren aan een hartkwaal.

## Erelijst
Met Flamengo:
- Campionato Carioca: 1942, 1943, 1944
- Torneio Rio-São Paulo: 1940
- Torneio Relâmpago: 1943

Met São Paulo:
- Campeonato Paulista: 1957

Met Brazilië:
- Copa América: 1949
- Copa Oswaldo Cruz: 1950, 1955, 1956
- Copa Rio Branco: 1950
- Taça do Atlântico: 1956

Individuele prijzen:
- Beste speler van het WK voetbal: 1950

## Trivia
- Zizinho haalde jaarlijks op 16 juli – de dag waarop Brazilië de WK-finale in 1950 verloor – de telefoon van de haak: "Anders zou de gehele dag de telefoon gaan, met mensen die mij vragen waarom wij destijds de finale niet hadden gewonnen".[5]